# Pediohierax ramenta
Pediohierax ramenta (лат.) — это ископаемый вид соколиных птиц. Данный вид исследовался А. Ветмором в 1936 году и первоначально был отнесён им к роду соколов (Falco). Дальнейшие исследования, проведённые Дж. Бекером в 1987 году, установили более далёкое родство ископаемого вида с соколами, и вид был перенесён в собственный род — Pediohierax.

## Исследования останков и датировка
Александр Ветмор, исследуя в 1936 году останки, найденные в штате Небраска в США, указал на сходство кости цевки ископаемой птицы с аналогичными костями у современных видов: воробьиной пустельги и дербника. Но также он определил, что кость тяжелее и несколько меньше. По величине ископаемый вид был примерно такого размера, как самец воробьиной пустельги. Возраст костей оценивается ранним миоценом. Ветмор отнёс вид к роду соколов и дал ему название Falco ramenta.
Новые останки, также найденные в Небраске и датируемые миоценом, в 1987 году исследовал Джонатан Бекер (Jonathan J. Becker). Он сравнил кости ископаемой птицы с костями следующих современных видов соколиных и решил перенести ископаемый вид из рода соколов в собственный род Pediohierax. Название Pediohierax образовано от двух греческих слов pedio — открытая местность, равнина и hierax — сокол, ястреб.